# Структура федеральных органов исполнительной власти России (2020—2024)
Структура федеральных органов исполнительной власти Российской Федерации представляет собой перечень всех федеральных органов исполнительной власти, с последующими изменениями и дополнениями структуры в течение срока полномочий действующего правительства.
Утверждается Президентом Российской Федерации по предложению Председателя Правительства Российской Федерации в соответствии с Конституцией Российской Федерации 1993 г. Подлежит утверждению при каждой смене Правительства (в период работы Правительства одного состава в неё вносятся изменения). В данном списке отражены изменения с 21 января 2020 г. (Указ Президента Российской Федерации от 21 января 2020 г. № 21), упразднённые органы исполнительной власти обозначены зачёркиванием. О структуре исполнительной ветви власти РФ в предыдущие периоды см. в материалах в разделе См. также.
I. Федеральные министерства, федеральные службы и федеральные агентства, руководство деятельностью которых осуществляет Президент Российской Федерации, федеральные службы и федеральные агентства, подведомственные этим федеральным министерствам
- Министерство внутренних дел Российской Федерации (МВД России)
- Министерство Российской Федерации по делам гражданской обороны, чрезвычайным ситуациям и ликвидации последствий стихийных бедствий (МЧС России)
- Министерство иностранных дел Российской Федерации (МИД России)
  - Федеральное агентство по делам Содружества Независимых Государств, соотечественников, проживающих за рубежом, и по международному гуманитарному сотрудничеству (Россотрудничество)
- Министерство обороны Российской Федерации (Минобороны России)
  - Федеральная служба по военно-техническому сотрудничеству (ФСВТС России)
  - Федеральная служба по техническому и экспортному контролю (ФСТЭК России)
- Министерство юстиции Российской Федерации (Минюст России)
  - Федеральная служба исполнения наказаний (ФСИН России)
  - Федеральная служба судебных приставов (ФССП России)
- Государственная фельдъегерская служба Российской Федерации (федеральная служба) (ГФС России)
- Служба внешней разведки Российской Федерации (федеральная служба) (СВР России)
- Федеральная служба безопасности Российской Федерации (ФСБ России)
- Федеральная служба войск национальной гвардии Российской Федерации (Росгвардия)
- Федеральная служба охраны Российской Федерации (ФСО России)
- Федеральная служба по финансовому мониторингу (Росфинмониторинг)
- Федеральное архивное агентство (Росархив)
- Главное управление специальных программ Президента Российской Федерации (федеральное агентство)
- Управление делами Президента Российской Федерации (федеральное агентство)

II. Федеральные министерства, руководство деятельностью которых осуществляет Правительство Российской Федерации, федеральные службы и федеральные агентства, подведомственные этим федеральным министерствам
- Министерство здравоохранения Российской Федерации (Минздрав России)
  - Федеральная служба по надзору в сфере здравоохранения (Росздравнадзор) (введена Указом Президента РФ от 25.3.2020 № 207)
- Министерство культуры Российской Федерации (Минкультуры России)
- Министерство науки и высшего образования Российской Федерации (Минобрнауки России)
- Министерство природных ресурсов и экологии Российской Федерации (Минприроды России)
  - Федеральная служба по гидрометеорологии и мониторингу окружающей среды (Росгидромет)
  - Федеральная служба по надзору в сфере природопользования (Росприроднадзор)
  - Федеральное агентство водных ресурсов (Росводресурсы)
  - Федеральное агентство лесного хозяйства (Рослесхоз)
  - Федеральное агентство по недропользованию (Роснедра)
- Министерство промышленности и торговли Российской Федерации (Минпромторг России)
  - Федеральное агентство по техническому регулированию и метрологии (Росстандарт)
- Министерство просвещения Российской Федерации (Минпросвещения России)
- Министерство Российской Федерации по развитию Дальнего Востока и Арктики
- Министерство сельского хозяйства Российской Федерации (Минсельхоз России)
  - Федеральная служба по ветеринарному и фитосанитарному надзору (Россельхознадзор)
  - Федеральное агентство по рыболовству (Росрыболовство)
- Министерство спорта Российской Федерации (Минспорта России)
- Министерство строительства и жилищно-коммунального хозяйства Российской Федерации (Минстрой России)
- Министерство транспорта Российской Федерации (Минтранс России)
  - Федеральная служба по надзору в сфере транспорта (Ространснадзор)
  - Федеральное агентство воздушного транспорта (Росавиация)
  - Федеральное дорожное агентство (Росавтодор)
  - Федеральное агентство железнодорожного транспорта (Росжелдор)
  - Федеральное агентство морского и речного транспорта (Росморречфлот)
- Министерство труда и социальной защиты Российской Федерации (Минтруд России)
  - Федеральная служба по труду и занятости (Роструд)
- Министерство финансов Российской Федерации (Минфин России)
  - Федеральная налоговая служба (ФНС России)
  - Федеральная пробирная палата (федеральная служба)
  - Федеральная служба по регулированию алкогольного рынка (Росалкогольрегулирование) (переименована по Указу Президента РФ от 08.08.2023 № 587)
  - Федеральная служба по контролю за алкогольным и табачным рынками (Росалкогольтабакконтроль) (в соответствии с Указом Президента РФ от 08.08.2023 № 587)
  - Федеральная таможенная служба (ФТС России)
  - Федеральное казначейство (федеральная служба) (Казначейство России)
  - Федеральное агентство по управлению государственным имуществом (Росимущество)
- Министерство цифрового развития, связи и массовых коммуникаций Российской Федерации (Минцифры России)
  - Федеральная служба по надзору в сфере связи, информационных технологий и массовых коммуникаций (Роскомнадзор)
  - Федеральное агентство по печати и массовым коммуникациям (Роспечать) (упразднено Указом Президента РФ от 20.11.2020 № 719)
  - Федеральное агентство связи (Россвязь) (упразднено Указом Президента РФ от 20.11.2020 № 719)
- Министерство экономического развития Российской Федерации (Минэкономразвития России)
  - Федеральная служба по аккредитации (Росаккредитация)
  - Федеральная служба государственной статистики (Росстат)
  - Федеральная служба по интеллектуальной собственности (Роспатент)
  - Федеральное агентство по туризму (Ростуризм) (подчинено Правительству РФ Указом Президента РФ от 5.6.2020 № 372)
- Министерство энергетики Российской Федерации (Минэнерго России)

III. Федеральные службы и федеральные агентства, руководство деятельностью которых осуществляет Правительство Российской Федерации
- Федеральная антимонопольная служба (ФАС России)
- Федеральная служба государственной регистрации, кадастра и картографии (Росреестр)
- Федеральная служба по надзору в сфере защиты прав потребителей и благополучия человека (Роспотребнадзор)
- Федеральная служба по надзору в сфере образования и науки (Рособрнадзор)
- Федеральная служба по экологическому, технологическому и атомному надзору (Ростехнадзор)
- Федеральное агентство по государственным резервам (Росрезерв)
- Федеральное медико-биологическое агентство (ФМБА России)
- Федеральное агентство по делам молодёжи (Росмолодежь)
- Федеральное агентство по делам национальностей (ФАДН России)
- Федеральное агентство по туризму (Ростуризм) (введено Указом Президента РФ от 5.6.2020 № 372, упразднено Указом Президента РФ от 20.10.2022 № 759)